# Margaret Dingeldein
Margaret "Margie" Dingeldein, född 30 maj 1980 i Merced, Kalifornien, är en amerikansk vattenpolospelare. Hon deltog i den olympiska vattenpoloturneringen i Aten där USA:s damlandslag i vattenpolo tog brons. Hon gjorde tre mål i turneringen. Året innan hade Dingeldein varit med om att ta guld i både VM och Panamerikanska spelen.